# Rackstadmuseet

Rackstadmuseet i Arvika i Värmland är ett svenskt konstnärsmuseum, som invigdes 1993. Skulptören Christian Erikssons barndomshem Haget i Taserud i Arvika har varsamt byggts om och kompletterats med två utställningsflyglar som är fyllda med konst. I Haget finns nu museets entré och café. Museet presenterar verk av konstnärerna i Rackstadkolonin samt övriga dåtida och nutida konstnärer och konsthantverkare i Arvikabygden.

## Bakgrund
Redan på 1940-talet väcktes tanken på ett museum av Gustaf Fjæstad (1868-1948). Men det var först på 1980-talet, långt efter Fjæstads död, som idén tog fart på riktigt. År 1993 stod museet klart. Byggnaden ritades av arkitekten Rune Falk. Verksamheten har utvecklats av museichefer som Per Inge Fridlund och Lena Hellström.
Som en del av Rackstadmuseet finns skulptören och bildhuggaren Christian Erikssons ateljé Oppstuhage bevarad. Christian Eriksson växte upp i Taserud och han lät år 1894 bygga sin ateljé Oppstuhage. Han bodde själv där bara en kortare tid. Istället bjöd han in konstnärsparet Gustaf Fjæstad och hans hustru Maja Fjæstad att flytta till Arvika och hyra ateljén. Makarna Fjæstad var de första som anlände till Oppstuhage och Gustaf Fjæstad hade 1898 lockats till Arvika av Christian Eriksson. Senare kom ateljén vid Oppstuhage att bli känt som Rackstadkolonin, Sveriges främsta konstnärskoloni. Från Konstnärsförbundets målarskola anlände senare kollegor till dem, bland andra målarna Björn Ahlgrensson, Fritz Lindström, Bror Lindh, Alfred Ekstam och Ture Ander och framstående konsthantverkare som Hilma Persson-Hjelm, Riborg Böving och Amelie Fjæstad. Rackstadkolonin blev en konstnärsgrupp med anknytning till sjön Racken norr om Arvika och den kom att starkt förknippas med den nationalromantiska konsten.

## Historik om konstnärsmuseet
I många gårdar i Taserud bedrevs hantverk mer eller mindre i form av vävning, smide och snickeri fram till början av 1900-talet. Vid kulturområdet vid Rackstadmuseet finns det ovanligt mycket av de gamla byggnaderna och miljön bevarad. Det nuvarande museet är byggt på gården Haget och har den gamla manbyggnaden som entré. På 1890-talets mitt byggde Christian Eriksson den bostad och ateljé som fick namnet Oppstuhage och den ligger i anslutning till föräldrahemmet Haget. Väster om Haget ligger gården Nytomta, som har ännu äldre anor i släkten.
Ursprungsgården för släkten Eriksson är Nytomta. Christian Erikssons far, bonden Erik Olsson, bodde där under 1800-talets första hälft. Han var hantverkare och tillverkade dragkistor och chiffonjéer. Erik Olsson och hans hustru Stina fick med tiden en stor barnaskara. Haget, som var granngård, köptes in och dit flyttade familjen, flera av deras barn föddes där. Det nuvarande bostadshuset uppfördes av Christian Erikssons bror Ola Eriksson och han bosatte sig på gården 1896. Nytomta ägs idag av en stiftelse, som har till uppgift att bevara gården och utveckla hantverket i gårdens tradition. Eftersom man främst är inriktad på vävning har en vävstuga uppförts på gården under senare[när?] år.
En möbelverkstad, Erik Olssons Möbelsnickeri, startade på Haget, där de fyra sönerna Eriksson, Ola Eriksson, Elis Eriksson, Christian Eriksson och Karl Eriksson, lärdes upp. Enligt tidens sed utbildades de i bland annat Stockholm, Tyskland och Frankrike. Ola Eriksson (Mäster-Ola) var bildhuggaren, Karl Eriksson (Mäster-Karl) och Elis Eriksson (Elis i Taserud) var möbelsnickarna, och Christian Eriksson, som var skulptör, gjorde förlagor till figurreliefer och beslag. Verksamheten kom att kallas Bröderna Erikssons Möbelverkstad när de fyra bröderna 1877 tog över efter fadern Erik Olsson. Som bildhuggare hade Christian Eriksson ett brett kontaktnät, där bland annat tidens ledande arkitekter ingick. Omfattande beställningar lades hos möbelverkstaden i Taserud via Christian Eriksson och hans vänner. Hit kom också många av traktens skickligaste hantverkare att knytas.

## Museets utställningar
På museet lyfts måleriet och konsthantverket fram. På museet visas förutom konsten även keramik, smide, textil och möbelsnickeri av hög klass. Än idag lever dessa traditioner kvar i Arvika och de har starka band till Rackstadkolonin och dess historia.
Ideella föreningen Rackstadmuseet driver idag museet, som lockar besökare från både Sverige och utlandet. Vid sidan av museets samlingar visas alltid temporära utställningar med både samtida och historiska konstnärskap. I byggnaden finns också ett café och en museibutik.

## Bilder

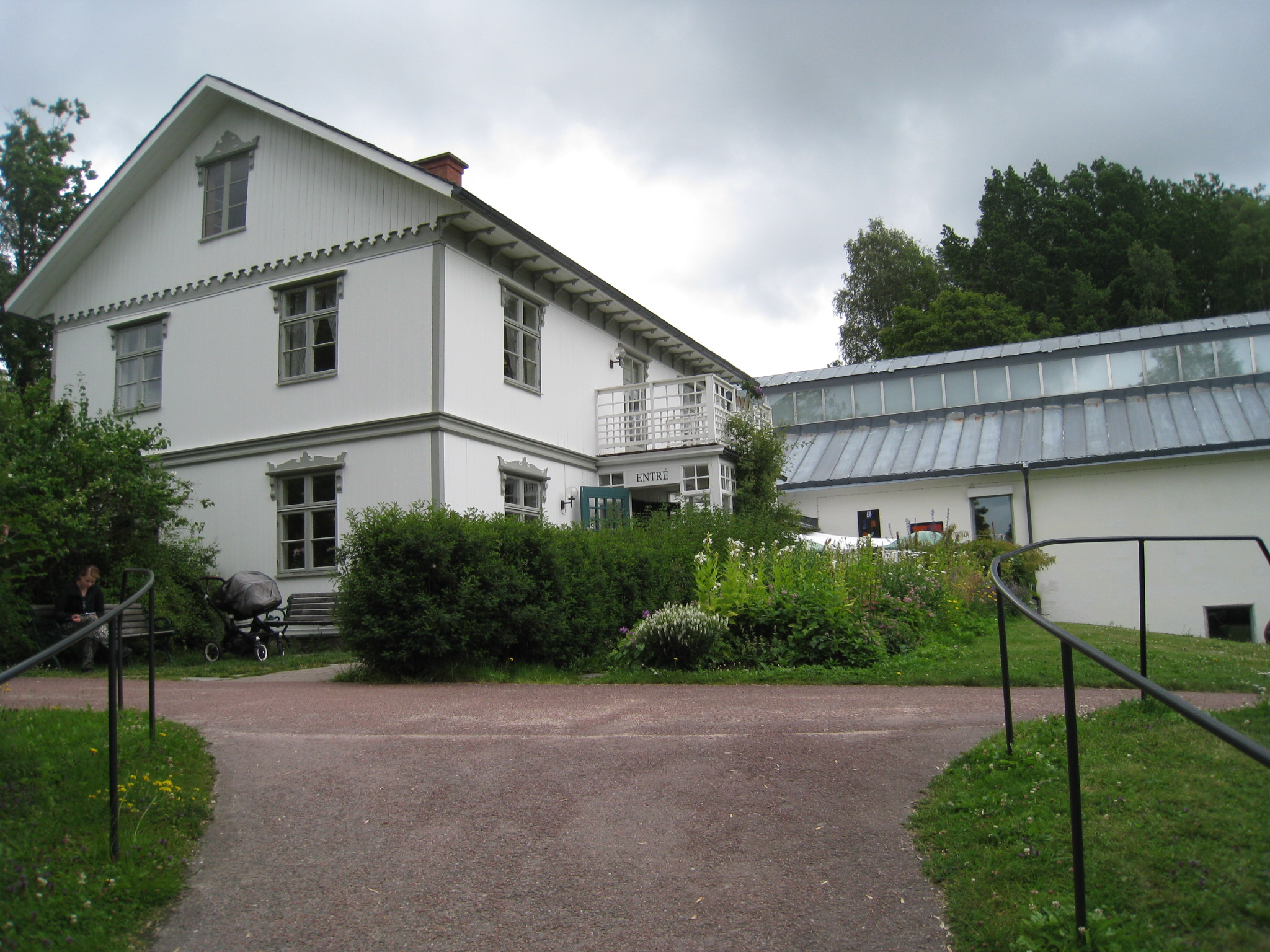
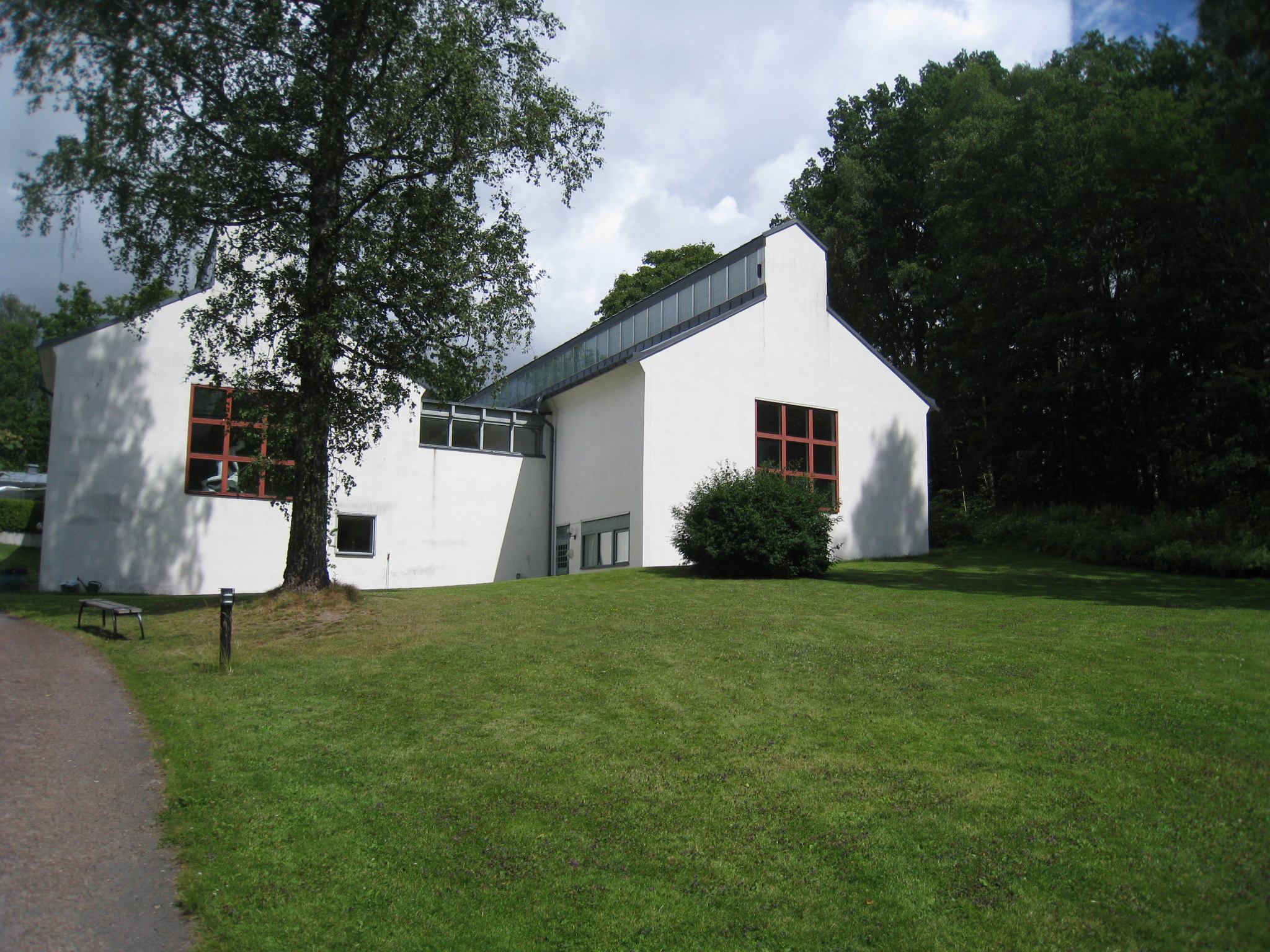
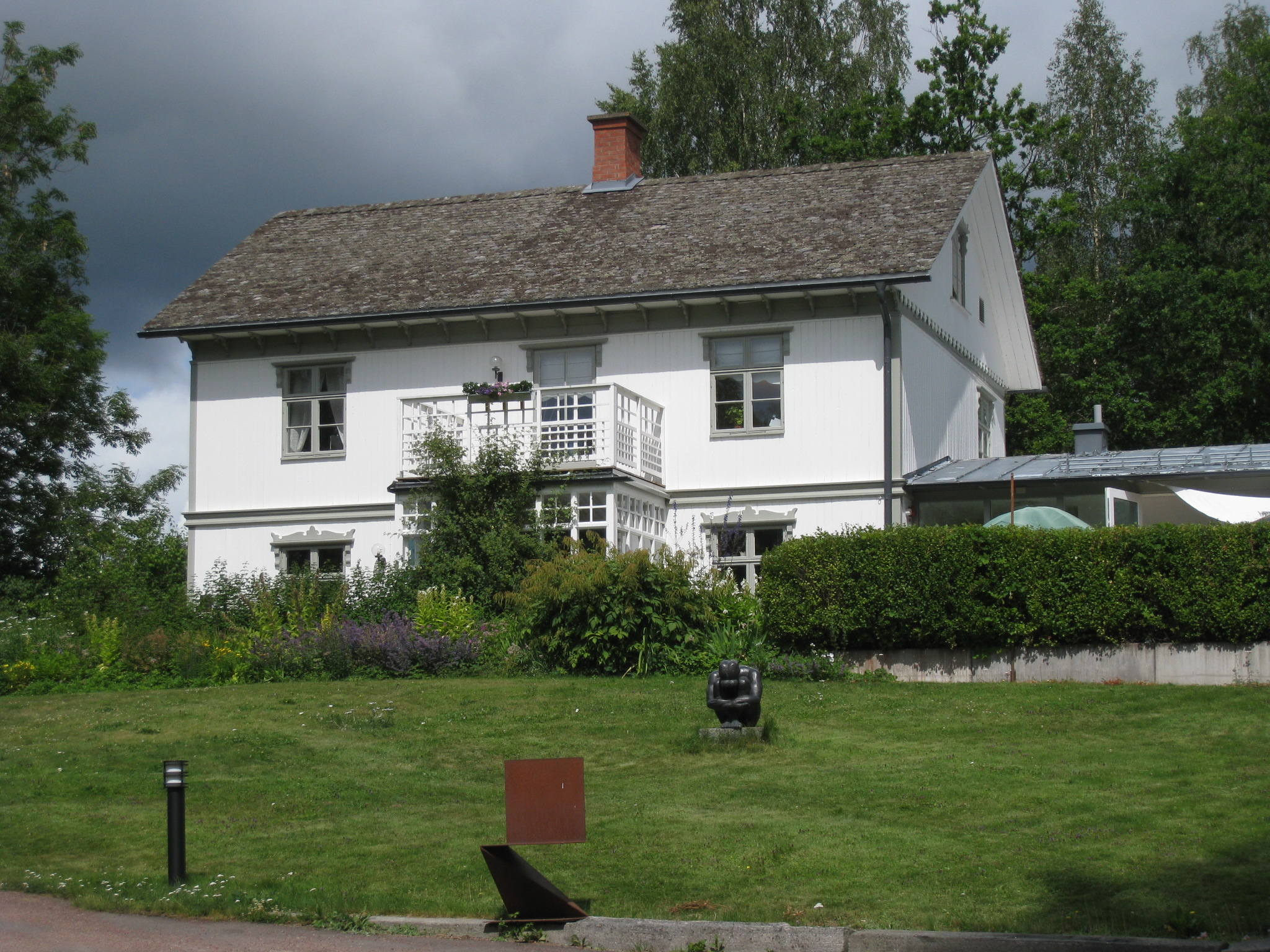
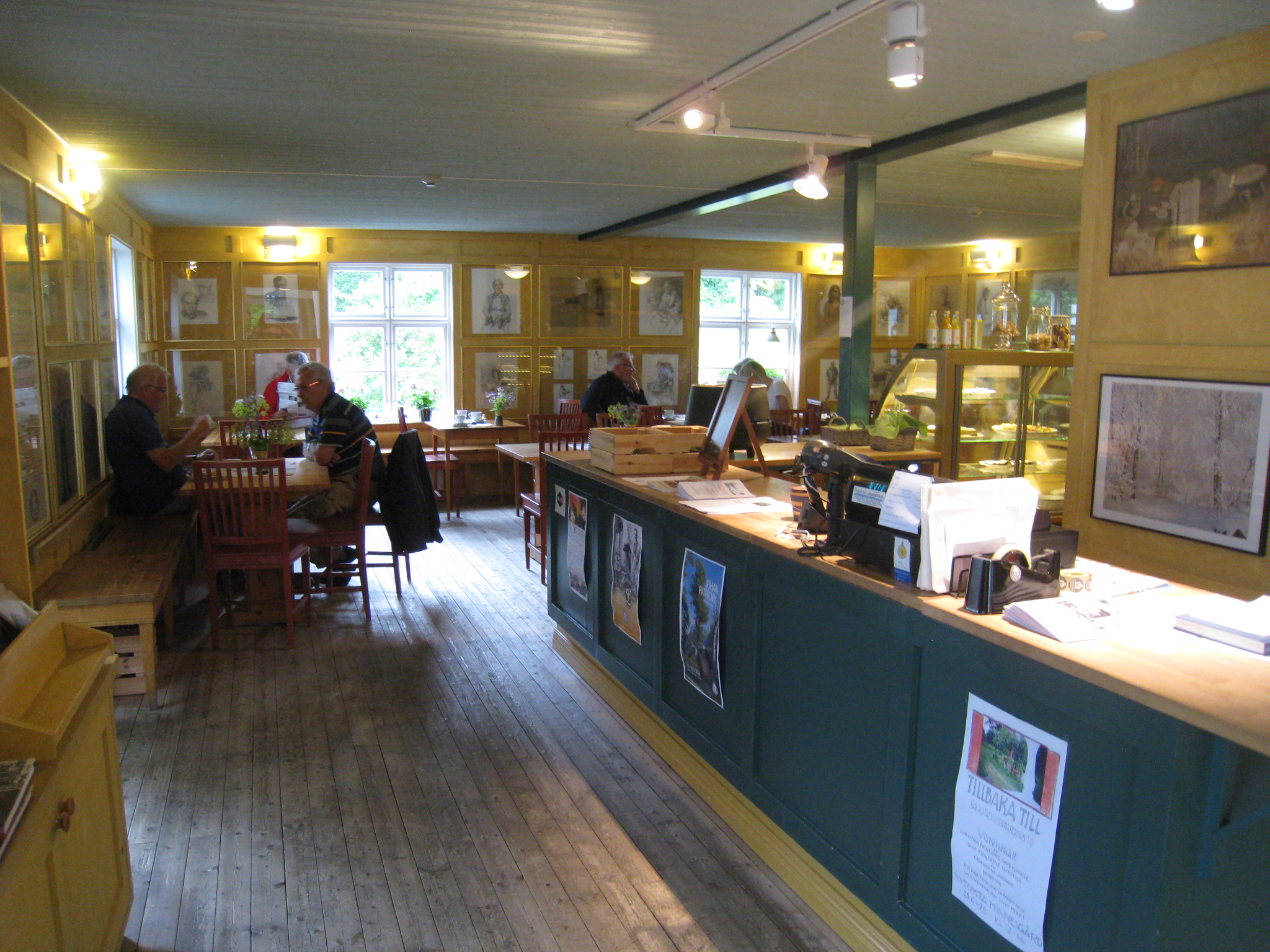